# Любиш
Любиш (рос. Любышь) — село в Дятьковському районі Брянської області Російської Федерації.
Населення становить 60 осіб. Входить до складу муніципального утворення Большежуковське сільське поселення.

## Історія
Від 2005 року входить до складу муніципального утворення Большежуковське сільське поселення.

## Населення
| 2010 | 2013 |
| ---- | ---- |
| 50   | ↗60  |